# Almádena

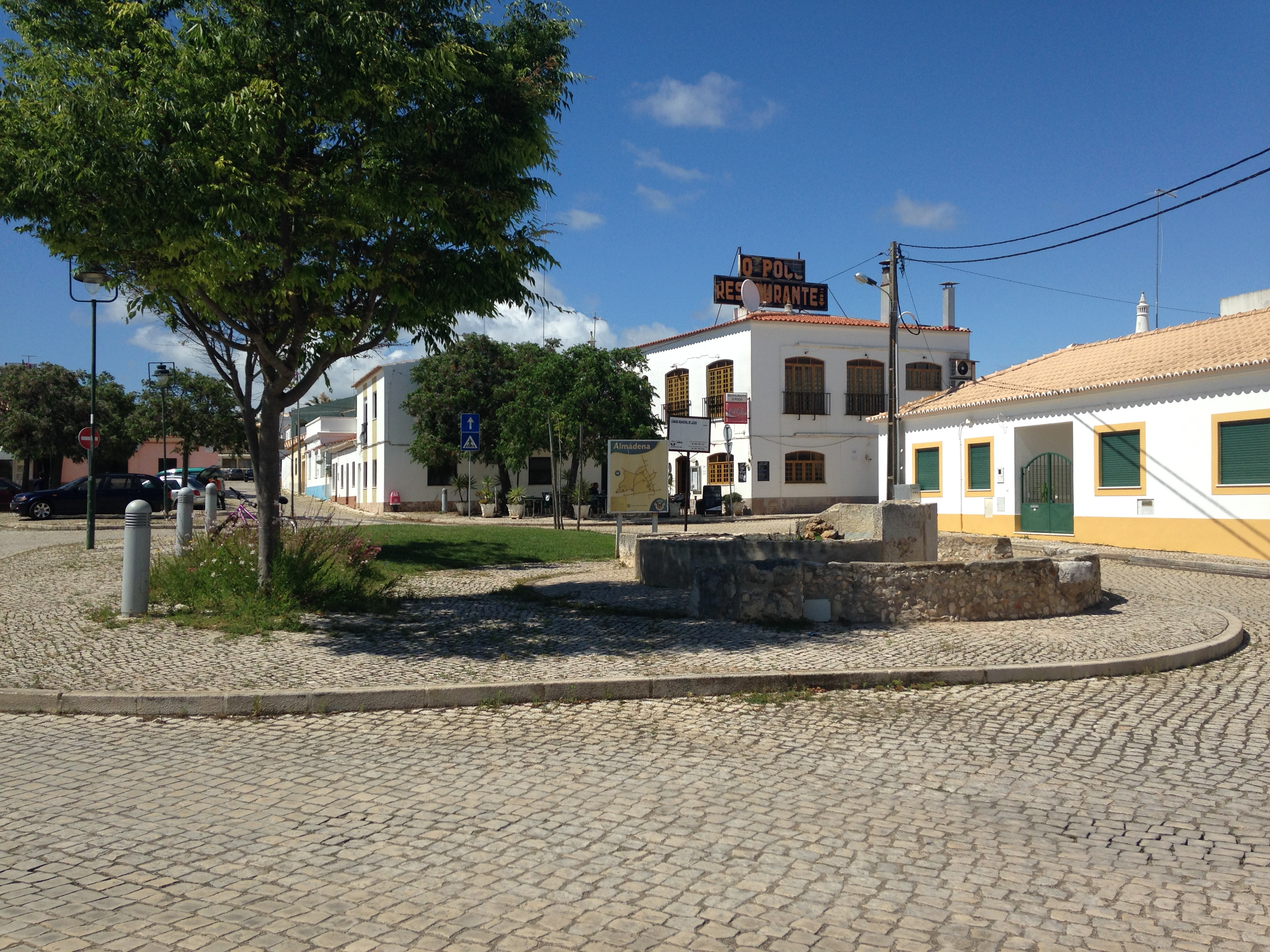
O Largo do Poço, Almádena

Almádena é uma aldeia no Algarve ocidental (Barlavento). Administrativamente faz parte da freguesia de Luz, e do município de Lagos.

## Etimologia
O toponim 'Almádena' tem uma origem árabe, como muitos nomes de lugares na área. O nome deriva da palavra árabe para o minarete (al-Madin). 

## Geografia
A localização de Almádena está à beira de depósitos sedimentares férteis. No passado, os agricultores locais se concentravam no cultivo de figo em vez de amêndoas, azeitonas ou alfarroba, que eram mais ubíquos a leste. No entanto, uma colheita adicional, o arroz, floresceu e consequentemente era cultivada nas terras baixas irrigáveis sul oeste da aldeia. 